# Gavin Sutherland
Gavin Sutherland (Bulawayo, 26 juni 1979) is een Zimbabwaans boogschutter.

## Carrière
Sutherland nam deel aan het Wereldkampioenschappen boogschieten 2015 in Kopenhagen en aan de Olympische Zomerspelen in Rio de Janeiro, hij werd door de Zuid-Koreaan Kim Woo-jin met 6-0 uitgeschakeld in de eerste ronde.